# Touloum
Ne doit pas être confondu avec Touloum (Ndoukoula).
Touloum est une commune du Cameroun située dans la région de l'Extrême-Nord et le département du Mayo-Kani. Elle recouvre le territoire de l'arrondissement de Porhi.

## Structure administrative de la commune
Outre Touloum, la commune comprend notamment les villages suivants :
- Bardouki
- Dargala
- Gazawa
- Goh
- Golondakri
- Kabla
- Kaoya
- Kofidé
- Lalipaki
- Nimbakri
- Saotsaï
- Mbouryouki
- Bizili baba

## Population
Lors du recensement de 2005, la commune comptait 38 809 habitants, dont 1 837 pour la ville de Touloum.

## Infrastructures
Touloum dispose d'un lycée public général qui accueille les élèves de la 6e à la Terminale.